# Jag vill sjunga om min vän
Jag vill sjunga om min vän är en psalm med text av Eva Norberg från 1971. Psalmen har tre verser. Melodin är komponerad av Johann Ulich 1674. 

## Publicerad i
- 1986 års psalmbok som nr 472 under rubriken "Påsk".
- Psalmer och Sånger 1987 som nr 374 under rubriken "Fader, Son och Ande - Jesus, vår Herre och broder".[1]